# Bondigoux
Bondigoux (okzitanisch Bondigós) ist eine französische Gemeinde im Département Haute-Garonne in der Region Okzitanien (zuvor Midi-Pyrénées). Sie gehört zum Arrondissement Toulouse und zum Kanton Villemur-sur-Tarn. Die 749 Einwohner (Stand: 1. Januar 2022) werden Bondigounais genannt.

## Geographie
Bondigoux liegt etwa 20 Kilometer nordnordöstlich von Toulouse  am Tarn, der die westliche Gemeindegrenze bildet und in den hier der kleine Fluss Souhet mündet. Umgeben wird Bondigoux von den Nachbargemeinden Villemur-sur-Tarn im Norden, Montvalen im Osten und Nordosten, Layrac-sur-Tarn im Süden und Südosten, La Magdelaine-sur-Tarn im Süden sowie Villematier im Westen.

## Bevölkerungsentwicklung
| Jahr                       | 1962 | 1968 | 1975 | 1982 | 1990 | 1999 | 2006 | 2018 |
| Einwohner                  | 321  | 339  | 294  | 260  | 299  | 320  | 423  | 598  |
| Quellen: Cassini und INSEE |      |      |      |      |      |      |      |      |

## Sehenswürdigkeiten
- Kirche Saint-Orens aus dem 19. Jahrhundert
- Pfarrhaus
- Schloss Vernhes, heute Privatklinik
- alte Schmiede, heute Restaurant

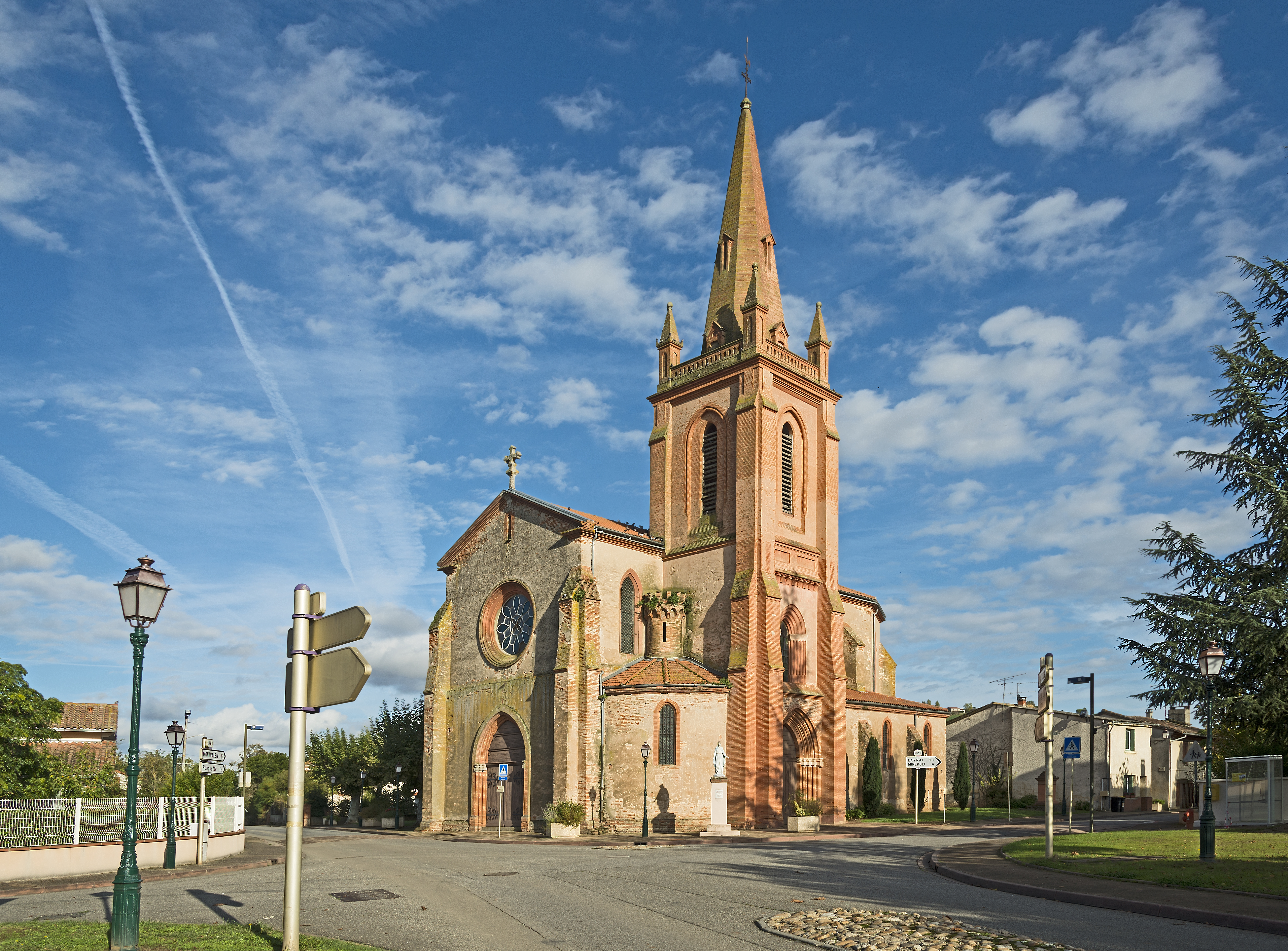
Kirche Saint-Michel
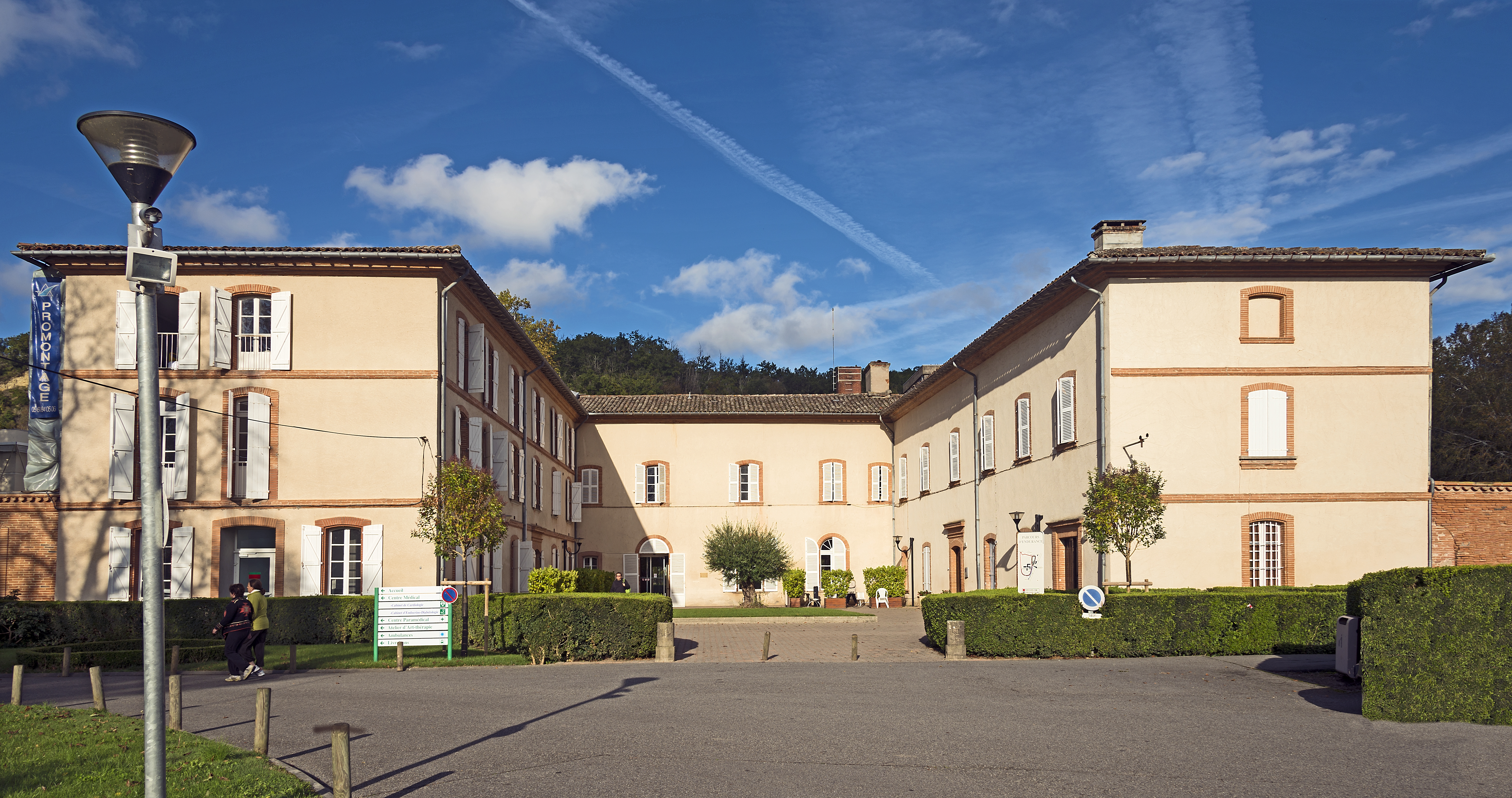
Schloss Vernhes
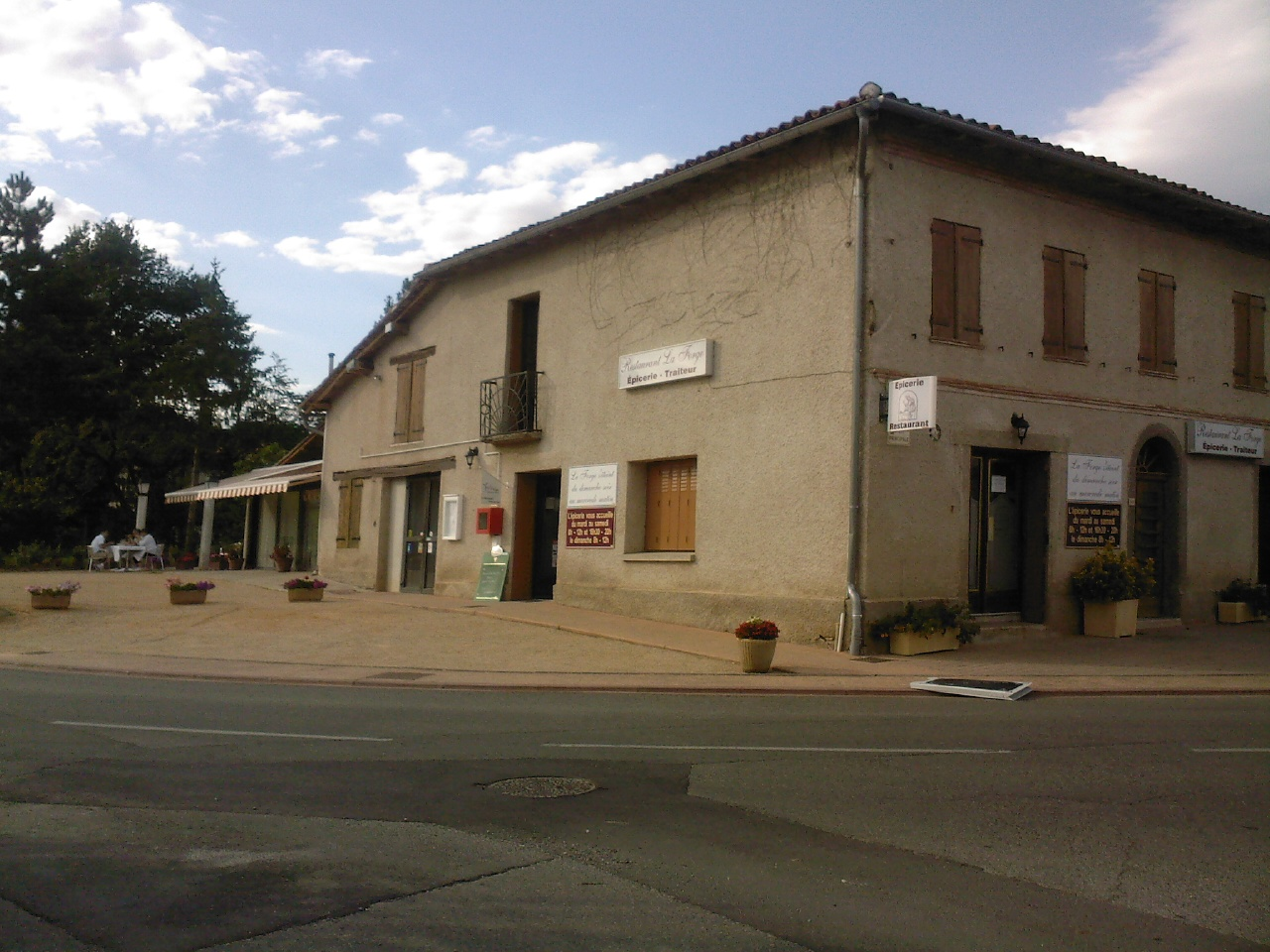
Restaurant „Schmiede“